# Landsat 1

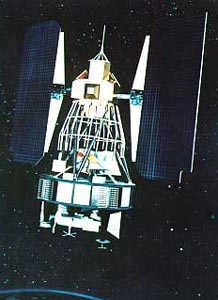
Landsat 1

Landsat 1 (МФА lændsat, ERTS A, ERTS 1, Earth Resources Technological Satellite) — перший супутник космічної програми «Landsat» (США). Побудований на модифікованій базі метеорологічного супутника «Nimbus 4» (запущений 08.04.1970) у Valley Forge, Пенсільванія підрозділом Space Division компанії General Electric. Запущено 23 липня 1972 ракетою Дельта-900 574/D-89 з другого стартового комплексу авіабази Ванденберг в Каліфорнії. Супутник на приполярній орбіті служив як стабілізована, орієнтована на Землю платформа для отримання інформації про сільське господарство, лісові ресурси, геологію, мінеральні ресурси, гідрологію, водні ресурси, географію, картографію, забруднення навколишнього середовища, океанологію, морські ресурси, а також метеорологічні явища.
У 1976 році Landsat 1 виявив крихітний безлюдний острів в 20 км від східного узбережжя Канади. Згодом цей острів був названий «Landsat Island», на честь супутника.
Космічний апарат був вимкнений 6 січня 1978, коли сукупна прецесія площини орбіти призвела до того, що апарат став перегрівається під майже постійним впливом сонячного світла.